# Ferme de Bel-Air (Frangy)
Pour les articles homonymes, voir ferme de Bel-Air et Bel-Air.
La ferme de Bel-Air est située à l'actuel lieu-dit Bel-Air (Bellair, anciennement paye faille) sur la commune de Frangy, dans le département de la Haute-Savoie en région Auvergne-Rhône-Alpes en France.
Elle se compose d’un long corps de logis et d’un non moins long corps de dépendances agricoles probablement viticoles, le premier élevé entre le XVe siècle ou XVIe siècle et le XVIIIe siècle, et le deuxième aux XVIIIe siècle et XIXe siècle. Ces deux corps de bâtiments, auxquels s’ajoutent les autres dépendances constituent la grosse ferme d’une importante exploitation existant dès le XVe siècle ou XVIe siècle.
Elle conserve de son passé, son authenticité, sa composition architecturale et ses décors peints. Le témoignage qu’elle apporte de l’activité viticole pratiquée en Haute-Savoie est remarquable. Celui qu’il donne du mode d’habiter de la famille exploitante très certainement enrichie par cette activité l’est tout autant.
Le bâtiment principal (le corps de logis), le pigeonnier, le lavoir, le puits et le bâtiment agricole (corps de dépendances et métairie) font l'objet d'une inscription au titre des  monuments historiques par arrêté du 7 décembre 2010,,. Le corps de dépendance agricole appartient à un GAEC voisin.
Actuellement, les bâtiments sont occupés par les propriétaires et non visitables. Des visites privées sont néanmoins possibles.

## Historique
En 1678, le domaine de Bel-Air est semble-t-il remanié par Charles Bouvier, notaire, fermier à Jarsagne (Gersagne, Jersaigne) et de Saint-Victor (dès 1666). Son fils, Louis, bourgeois d'Annecy, châtelain, fermier du marquisat (1713) de Chaumont en héritera à son décès.
En 1727, Bel-Air est cédé par Charles, natif de Bel-Air, à Claudine, l'une de ses sœurs, en règlement de l'héritage de leur père Louis. Son mari, Philibert Chaumontet, natif de Chaumont, commis à la gabelle de Savoye de la paroisse de Frangy, bourgeois d'Annecy, succède à la charge de son beau-père. Le domaine est loué jusqu'en 1737, date où Philibert et sa femme occuperont Bel-Air. En 1760 et en 1776, à leur décès, leur fils, Joseph-Marie, avocat au Sénat de Savoie en deviendra propriétaire.

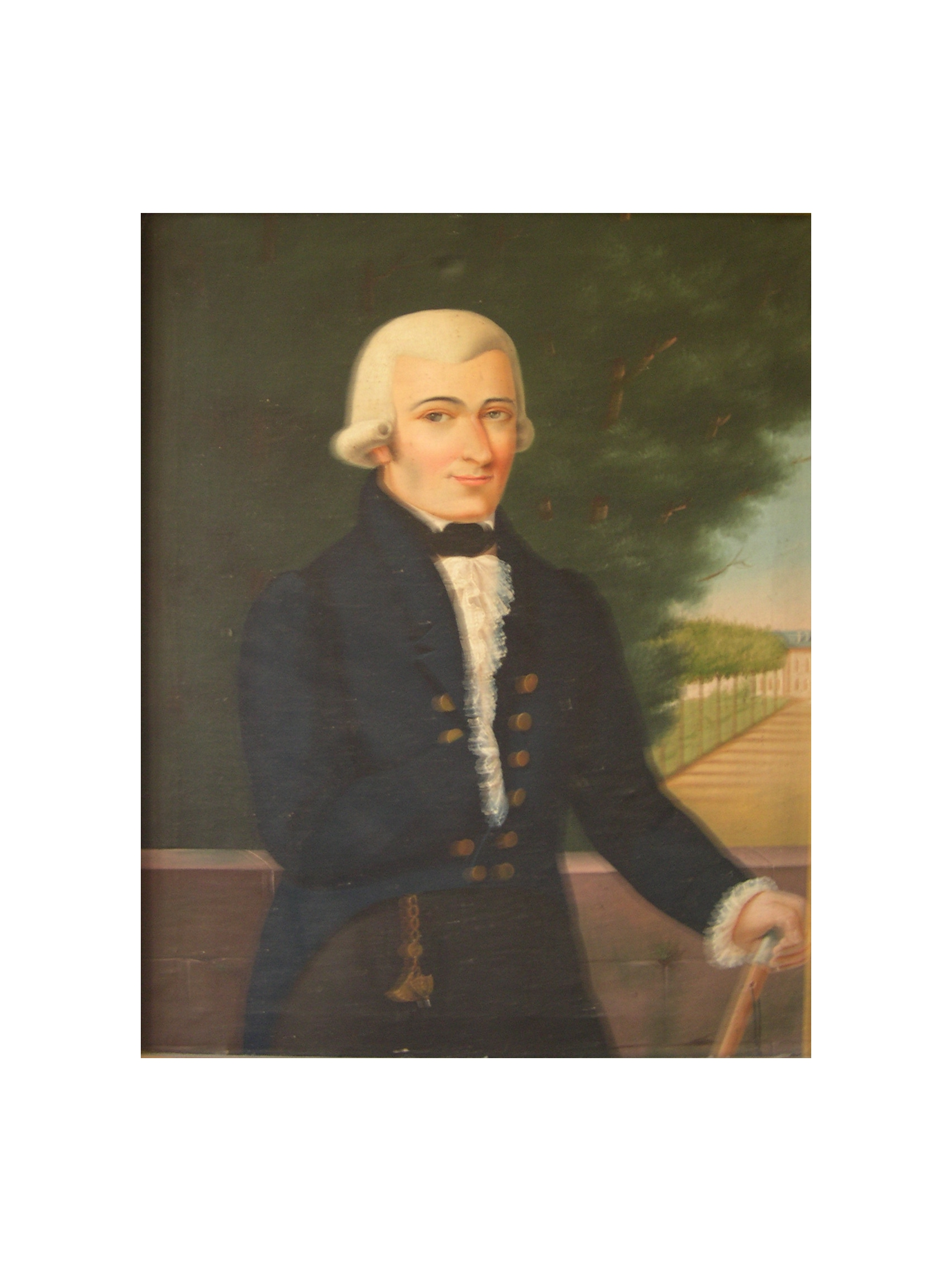
Portrait Philibert Chaumontet (+1819)

Le domaine appartient ensuite à Philibert, né du mariage avec Josephte-Marie de Marclay. La Ferme de Bel-Air doit sa configuration actuelle aux embellissements et agrandissements réalisés par Philibert lorsqu’il vint s’y installer. Il est notaire à Frangy de 1773 à 1816.
À sa mort en 1819, le domaine ainsi que toutes ses terres sont vendus aux enchères un dimanche matin, devant l'église de Frangy à l'issue de la grand-messe. Seuls sont rachetés in extremis les bâtiments ainsi que quelques pièces de terre par Claude-François Chaumontet, son frère, sous la pression des enfants du défunt. Bien que vivant à Jarsagne (dont il était le fermier, c'est-à-dire intendant) et non à Bel-Air, le domaine est resté dans la famille Chaumontet jusqu'au début du XXe siècle ou Michel puis son fils, Hyppolyte, agronome, viticulteur, et théologien ont en été les derniers propriétaires Chaumontet jusqu'à leur décès en 1912.
En 1920, le domaine est racheté à la famille Morel (héritiers Chaumontet, médecin, puis notaire à Douvaine) par des cultivateurs-propriétaires de Gruffy qui le conservera jusqu'au début du XXIe siècle. L'exploitation sera alors transformée et remaniée en exploitation agricole, bien qu'une production confidentielle viticole persiste jusque dans les années 1960.
En 2004, des décors peints (antérieures à 1788) sont redécouverts par les nouveaux propriétaires dans trois autres salles.
En 2009, les menaces de destruction du corps de dépendance agricole par les gérants de l'exploitation d'élevage de bovins voisine et par la mairie de Frangy conduisent les propriétaires du corps de logis à une médiatisation de cette affaire et finalement au sauvetage de l'ensemble de ces édifices en empêchant le maire de Frangy de mettre en œuvre rapidement son projet d'élargir le chemin rural empruntant la cour de la ferme.
Cela conduira à l'inscription de la totalité des bâtiments au titre des monuments historiques,, malgré l'absence d'avis favorable du maire de Frangy.

## Les bâtiments
Sur les coteaux Sud et viticoles de la vallée des Usses, à l'entrée du lieu-dit, la Ferme de Bel-Air, étroitement aménagés autour d'une cour, se présente aujourd'hui sous la forme d'un ensemble de bâtiments composé d'un corps de logis, d'un pigeonnier, d'un bûcher et four à pain, d'un lavoir, d'un puits et d'un bâtiment agricole, métairie et corps de dépendances agricoles de l'ancien domaine du XVIIIe siècle. Aujourd'hui disparus, et situés à l'est du corps de logis, deux bâtiments contigus complétaient l'ensemble.
Enserrée entre les deux gros corps de bâtiments que sont le corps de logis et de dépendance agricole, la cour centrale de la Ferme de Bel-Air constitue un espace résiduel particulièrement étroit, rendu encore plus exigu par l’addition d'autres dépendances que sont le pigeonnier et le four à pain en limites séparatives joignant le "presque" alignement. La cour et l'entrée de la Ferme de Bel-Air sont donc aujourd'hui traversées par le Chemin Rural de Gensenaz desservant le GAEC voisin.
Au départ du chemin Moisy-Bel-Air, la croix de Bel-Air : l'assise est en pierre, la croix, démontée a disparu. Le terrain est la propriété d'une exploitation d'élevage de bovins voisine.

### Le corps de logis
La structure de l'édifice (antérieure à 1660) semble avoir été remaniée au cours des siècles, probablement au cours du XVe siècle ou XVIe siècle autour de la tour ronde très probablement arasée (marches réutilisées corps de dépendances agricoles) et de la partie centrale de l'édifice, puis du XVIIIe siècle avec le rajout d'ailes. Murs en calcaire, l'édifice possède des encadrements de fenêtres et de portes en pierre de taille ainsi que des chaînes d'angle. La façade Sud dispose d'un cadran solaire vertical méridional : seul reste aujourd'hui son style en façade. Le gnomon apparaît comme symbole du notariat dès le XVIIe siècle accompagné d'une devise.
L'édifice quasi rectangulaire et sous cette forme depuis 1730, orienté est/ouest, est couvert aujourd'hui d’une toiture à deux versants avec croupes orientale et occidentale. Un ouragan de bise, le 16 octobre 1758 emporta une grande partie des tuiles. La charpente actuelle a été mise en place entre 1785 et 1790 après certains travaux d'agrandissement de la partie Est.
La maison conserve de son passé ses plafonds à la française, cachés par des faux plafond ré-ancrés au début du XXe siècle dans les murs. D'après une étude dendrochronologique, ces plafonds dateraient du milieu du XVIIIe siècle pour les plus récents. Le plafond le plus ancien dans la partie centrale, serait postérieur à 1686 et probablement très proche. Ses cheminées du XVIIe siècle (1669) et XVIIIe siècle, ses multiples meurtrières, et son escalier à vis témoignent également d'une architecture plus ancienne et semble-t-il d'observation.
L'utilisation de marches de l'escalier à vis pour l'escalier menant au logement de fonction de la métairie, laisse penser que la configuration de la tour et donc des bâtiments anciens étaient bien différente à l'origine. En 2013, plusieurs parties axiales de marche sont découvertes à la fois comme pavement dans l'une des caves ainsi qu'à l’extérieur côté sud, près du puits comme pierre de construction d'une possible extension.

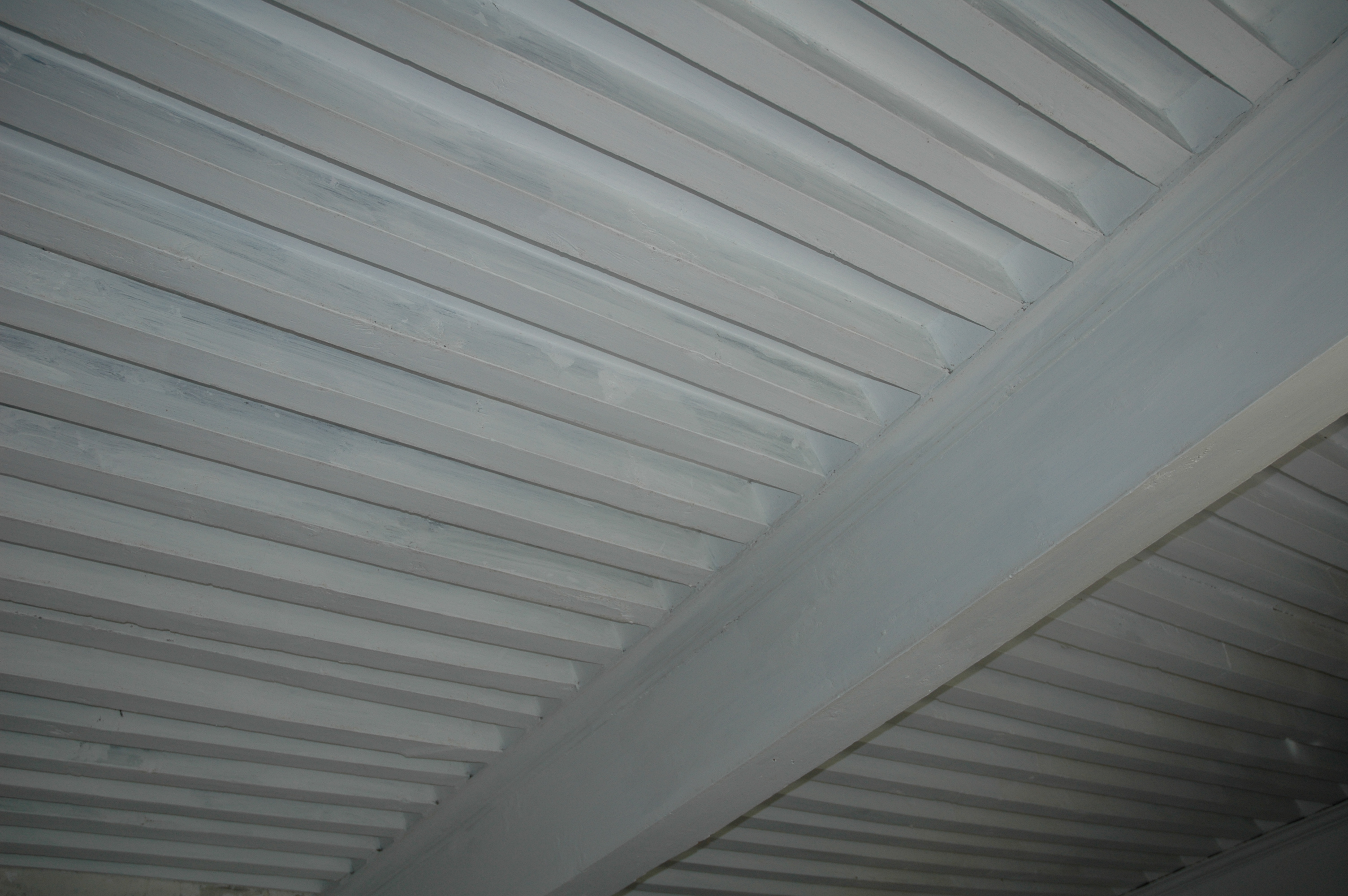
Vue plafond à la française.
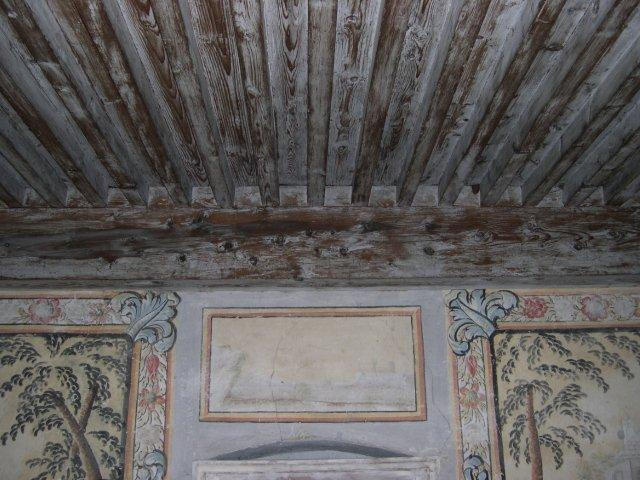
Vue plafond salle de Bals.
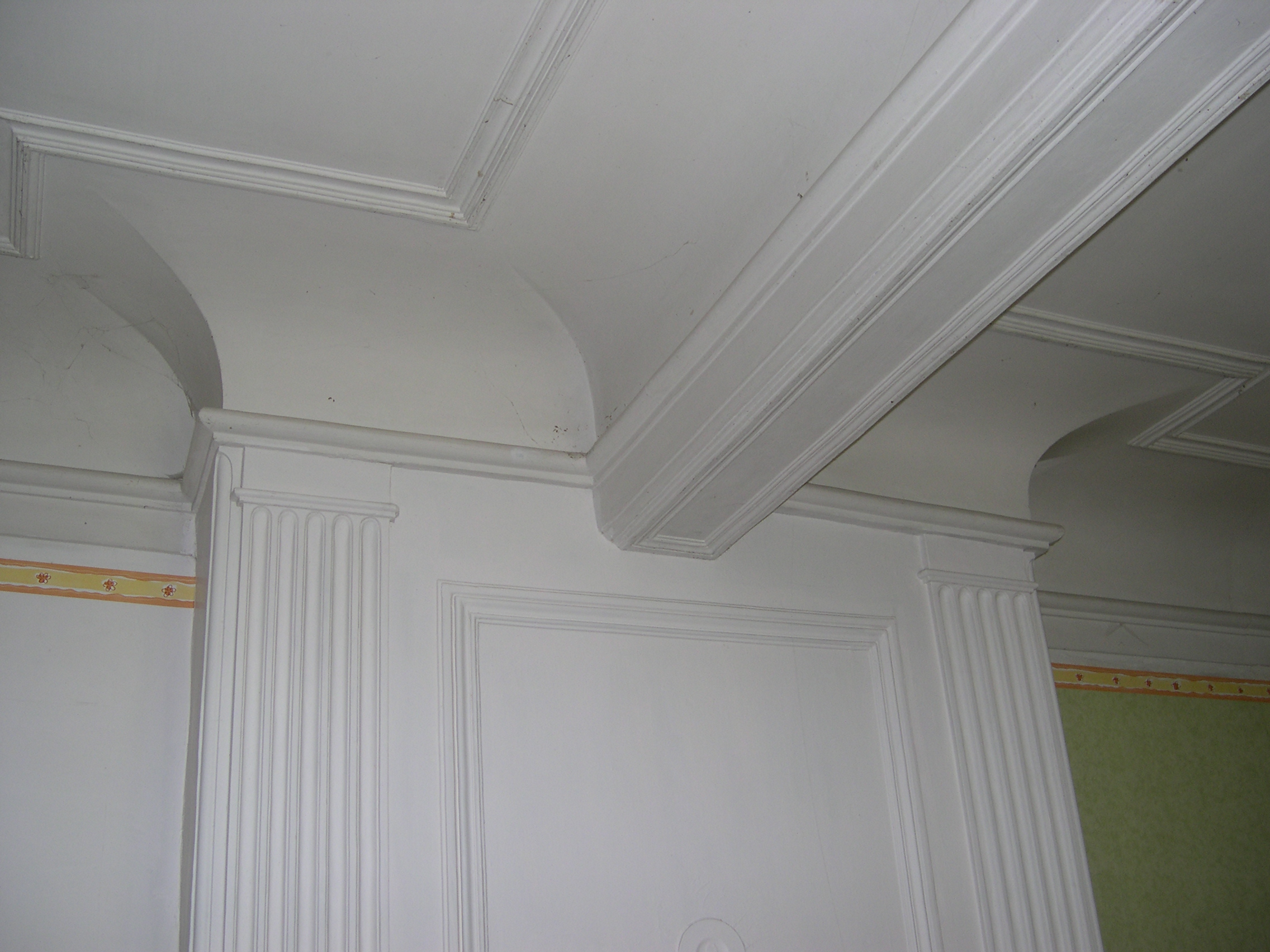
Vue plafond d'une salle.

À l'étage, la ferme de Bel-Air possédait à l'origine plus d'une trentaine de décors peints (huit par pièce), aujourd'hui huit ont survécu de manière presque intégrale et seuls deux plus ou moins fragmentaires. Les autres ayant été masqués par du plâtre très vraisemblablement au cours du XXe siècle. Ces peintures auraient été réalisées par un artiste piémontais. Pour l’instant, ces œuvres restent anonymes et aucun rapprochement n'a pu être établi avec un peintre. Les commanditaires de ces œuvres semble être le premier propriétaire du domaine, la famille Bouvier.
Au rez-de-chaussée, des caves voutées et le pressoir rappellent également que cette demeure en plus d'avoir été une étude notariale a produit du vin, réputé dans tout le canton genevois. Le domaine de Bel-Air était également jusqu'au milieu du XXe siècle une propriété familiale viticole de quelques hectares en zone AOC Vin de Savoie. Une production de Roussette de Savoie cru Frangy Bel-Air (Altesse) et de Savoie rouges (Gamay et Mondeuse) y était alors réalisée. La production de Roussette sera conservée jusque dans le milieu des années 1960.

### Pigeonnier (colombier) extérieur

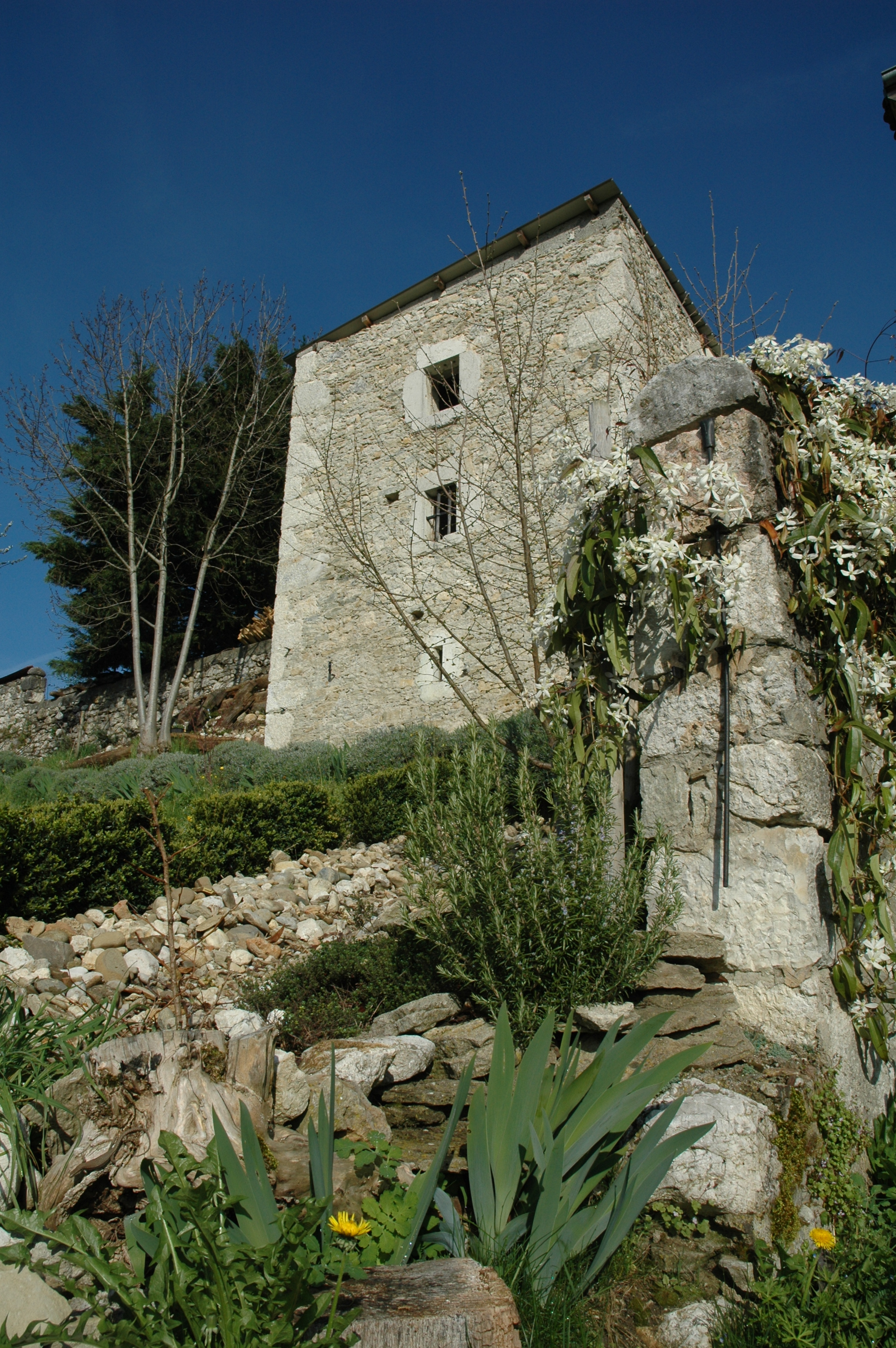
Vue du pigeonnier.

Situé à l'ouest du corps de logis, de dimension importante, le pigeonnier, de forme rectangulaire, chaînes d'angle en pierre de taille, se compose de trois étages. Le bâtiment a semble-t-il eu au cours des derniers siècles différentes autres utilisations allant de celui de porcherie et/ou de poulailler au XXe siècle à celui de logement pour les journaliers au cours du XIXe siècle
La façade Sud en plus de sa meurtrière au niveau inférieur a probablement vu le percement aux étages supérieurs de fenêtres, encadrées par forts barreaux renflés. Toutes les cases à pigeon (des deux derniers étages) et les ouvertures du pigeonnier ayant été murées très vraisemblablement au cours du XXe siècle.
Le bâtiment semble avoir été construit après 1730 et probablement à la fin du XVIIIe siècle avant la Révolution française. Posséder un pigeonnier extérieur était alors un privilège réservé à la noblesse.
Il était doté semble-t-il de pignon à redents tout comme la métairie, lui faisant face. Sa toiture aurait été emportée par la tempête de fin 1998.

### Bucher et four à pain
Situé au Nord du corps de logis, ce bâtiment a subi d'importantes transformations, notamment au cours du dernier siècle. Au début du printemps de 1760, le four est refait à neuf, l'ancien étant ruiné.
Il est difficile aujourd'hui de définir précisément son architecture originelle. Seules subsistent des traces de l'emplacement du four à pain et de son conduit.

### Un réseau hydraulique duXVIIesiècle- Aqueduc, fontaines, puits et lavoir public
Dès sa construction, la ferme de Bel-Air fut semble-t-il ravitaillée en eau par un réseau hydraulique (appelé aqueduc Moisy-Bel-Air,) long de plusieurs centaines de mètres.
Probablement dès la fin du XVIIe siècle, ce réseau fut structuré afin de desservir le lavoir public du hameau de Moisy en amont, une fontaine intermédiaire (aujourd'hui détruite) et la fontaine de la propriété, le potager et enfin le jardin d’agrément. L’eau est acheminée vers la ferme de Bel-Air grâce à des tuyaux qui serpentent le long de l'ancien chemin Sarde Moisy-Bel-Air.
Des échanges de parcelles ont lieu dès 1735 puis en 1789 afin de permettre aux propriétaires de Bel-Air l'acheminement sans interruption et détournement de l'eau. Des traces de caniveaux (à Bel-Air), profond de 40 cm, large de 30, aux parois et au toit de pierres sèches semblent être de cette époque. Enfin, un regard à mi-pente permettant de décanter l’eau et d’en améliorer la propreté complète l'installation. Pas de trace de citerne à ce jour. Un système d'évacuation en pierre des eaux (usées) vers l'extérieur est toujours visible.
En 2004, des travaux au lieu-dit Moisy ont cependant modifié fortement le débit du captage. Le captage en amont du lavoir public du hameau de Moisy semble provenir du plateau des daines, un replat assez vaste, au pied du Vuache.
Un puits est situé à l'angle Sud-Est du corps de logis. Sa couronne de pierre a été faite en 1760.

### Corps de dépendances agricoles

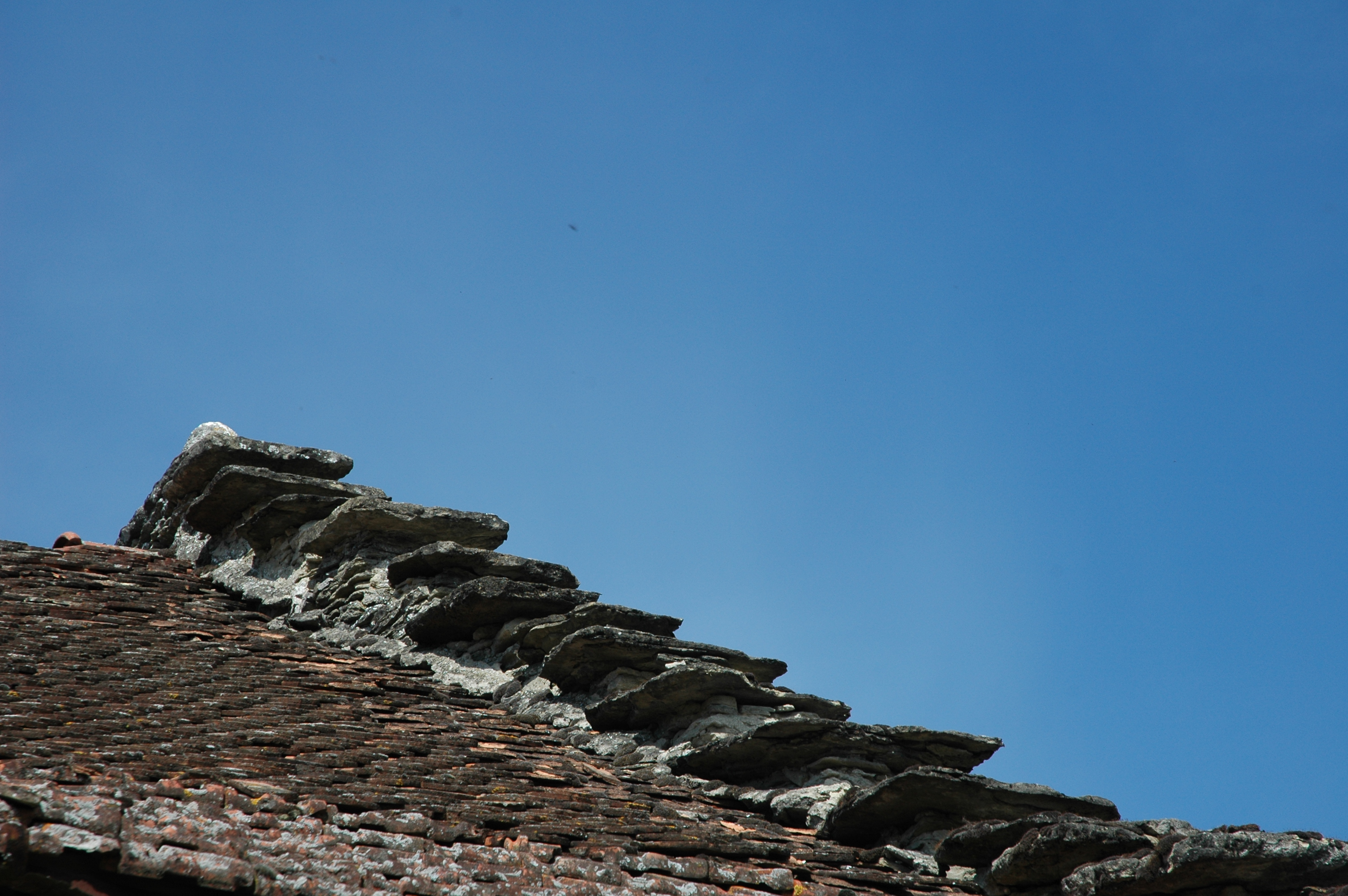
Vue du pignon à redents de la métairie.

Située au nord-ouest du corps de logis, le bâtiment doté de pignon à redents est long d'une quarantaine de mètres. Côté ouest, le bâtiment a été rallongé au cours du XXe siècle pour permettre aux exploitants d'entreposer leurs matériels agricoles modernes. Seul subsiste aujourd'hui, à l'Est le pignon à redents.
Des marches de l'escalier à vis de la tour du corps de logis ont servi à la construction de l'escalier droit menant au logement de fonction de la métairie.
La date de 1792 est sculptée dans une poutre à l'entrée d'une étable.
Ce bâtiment est la propriété d'une exploitation d'élevage de bovins voisine.

## Les décors peints du corps de logis
La Ferme de Bel-Air est d'architecture relativement massive et pourvue de très peu d’orifices. Il devint donc important de décorer tous les murs par des peintures. "Il y a lieu en effet de distinguer un art simplement décoratif, comme la décoration d’un simple panneau peint dans une chapelle, d’un art réellement monumental, dans lequel la peinture murale fait partie intégrante de l’architecture de l’édifice".
Le 13 juillet 1788, lors de l'établissement du devis de l'extension de la partie Est, il est mentionné que lors de l'enchappement des nouveaux murs dans les murs voisins, le maitre maçon promet de ne point altérer les plâtres des murs anciens à l'intérieur.

### Présentation
À l'étage, quatre salles sont recouvertes de décors peints. Dans la salle de bals, huit de ces peintures murales abordent des scènes de vie terrestre et maritime du XVIIIe siècle : des châteaux, des maisons fortes ainsi que des navires armées (flotte française, ottomane, et…) et de petites embarcations. De nombreux personnages locaux et étrangers (vêtus à l'orientale) en costume sont également représentés, en dépit de traces de vandalisme (griffures qui touchent essentiellement tous les visages)

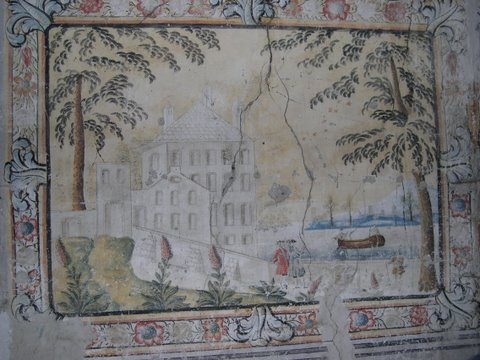
Peinture d'une maison forte
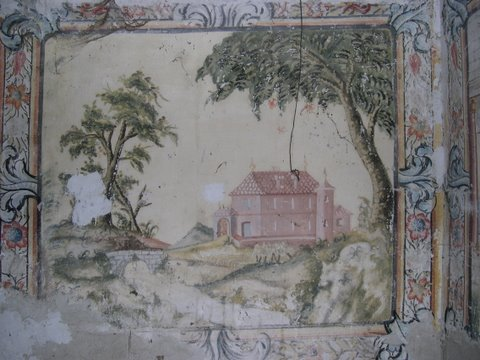
Peinture d'un château

« ...Ces quatre pièces sont chacune éclairées par une baie donnant au sud, avec une vue sur Frangy et la vallée des Usses. Ces pièces d'agrément sont toutes décorées de peintures murales sur leurs quatre faces. Seule la pièce au sud-est est entièrement dégagée, les autres laissant entrevoir leur décor par bribes, au hasard d'un pan de plâtre effrité. Le décor visible représente des paysages dont plusieurs vues marines. Chaque représentation est entourée d'une bordure de feuilles et de fleurs à la manière d'une tapisserie. Les tableaux sont au nombre de huit, deux par mur. Dans les tableaux se trouvent toujours un ou deux arbres feuillus. Les personnages sont habillés à la façon du XVIIIe siècle, les navires représentent des frégates ... »

## Jardin

### Jardin de proximité côté sud

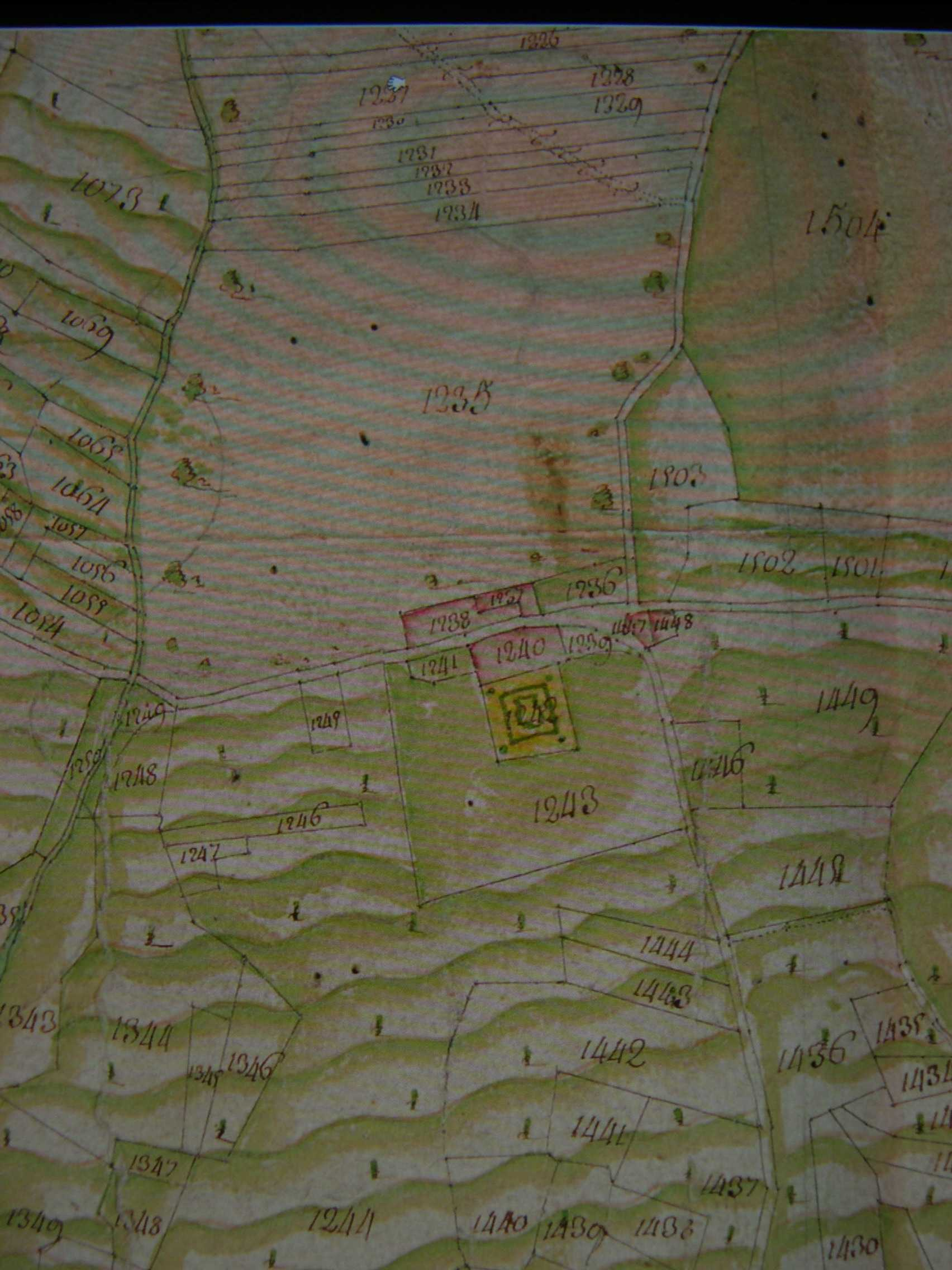
AD Haute-Savoie, relevé de janvier 1730

D'après le relevé sarde de janvier 1730, il semble qu'il y ait eu un petit jardin à l'italienne devant l'édifice avec une alimentation en eau toujours présente, et en contrebas de l'actuel mur de soutènement. À noter que les murets de délimitation de ce jardin sont toujours présents. Mur de soutènement, où l'on retrouve une petite niche creusée.

### Le Marronnier séculaire de Bel-Air

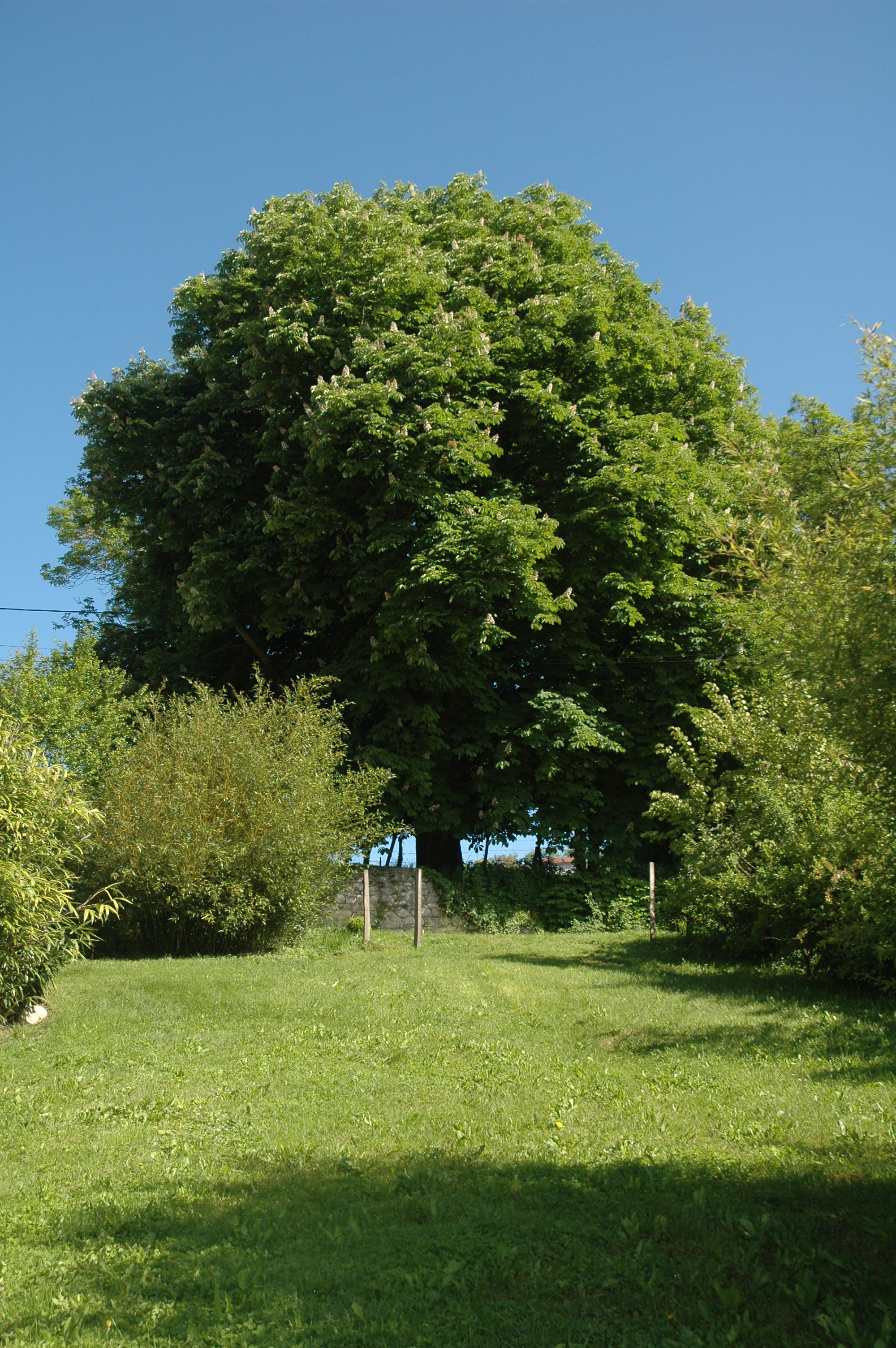
Marronnier séculaire de Bel-Air

Présent sur des représentations du début du XXe siècle, cet arbre est situé au Nord-Est et à proximité immédiate du corps de logis. Ce marronnier semble être le dernier vestige d'un alignement qui s'étendait très probablement jusqu'à hameau de Moisy de part et d'autre d'un ruisseau au Nord-Ouest et de l'aqueduc au Nord-Ouest. Cet arbre est aujourd'hui sur la propriété d'un GAEC voisin.

## Engagements et labels
- Membre de La Demeure historique[16].
- Le label de la Fondation du Patrimoine lui a été également décerné[17].
- Liste des sites, monuments historiques, zones de protection du patrimoine architectural, urbain et paysager et abords de monuments historiques[18].